# Qui est derrière toi ?
Albums de Ferré Gola
Sens Interdit
(2007) Boite Noire
(2013)
Qui est derrière toi ? est un album de l’artiste congolais Ferré Gola avec son orchestre jet 7 sorti en 2009.Cet album a été disque d'or en France avec plus de 110 000 exemplaires vendus (chiffre déclaré par l'artiste) , qui lui a été remis en 2011.

## Liste des titres
| CD 1    | CD 1                   | CD 1  | CD 1 | CD 1 | CD 1 | CD 1 | CD 1 | CD 1 | CD 1 |
| No      | Titre                  | Durée |      |      |      |      |      |      |      |
| ------- | ---------------------- | ----- | ---- | ---- | ---- | ---- | ---- | ---- | ---- |
| 1.      | 3e doigt               | 07:25 |      |      |      |      |      |      |      |
| 2.      | Qui est derrière toi ? | 08:39 |      |      |      |      |      |      |      |
| 3.      | Je t'attends           | 08:01 |      |      |      |      |      |      |      |
| 4.      | Maboko Pamba           | 07:37 |      |      |      |      |      |      |      |
| 5.      | Kamasutra              | 07:27 |      |      |      |      |      |      |      |
| 6.      | Légume                 | 07:51 |      |      |      |      |      |      |      |
| 7.      | Eclipse                | 07:08 |      |      |      |      |      |      |      |
| 8.      | 12 heures              | 07:13 |      |      |      |      |      |      |      |
| 9.      | Insuline               | 06:29 |      |      |      |      |      |      |      |
| 1:07:51 |                        |       |      |      |      |      |      |      |      |

| CD 2    | CD 2             | CD 2  | CD 2 | CD 2 | CD 2 | CD 2 | CD 2 | CD 2 | CD 2 |
| No      | Titre            | Durée |      |      |      |      |      |      |      |
| ------- | ---------------- | ----- | ---- | ---- | ---- | ---- | ---- | ---- | ---- |
| 1.      | Générique Bokoko | 08:33 |      |      |      |      |      |      |      |
| 2.      | Béquille         | 06:27 |      |      |      |      |      |      |      |
| 3.      | Soké             | 07:15 |      |      |      |      |      |      |      |
| 4.      | Diki Diki        | 05:28 |      |      |      |      |      |      |      |
| 5.      | Joao Ndombélé    | 10:14 |      |      |      |      |      |      |      |
| 6.      | Bué              | 06:11 |      |      |      |      |      |      |      |
| 7.      | Zazou            | 06:40 |      |      |      |      |      |      |      |
| 8.      | Andy Mputu       | 07:37 |      |      |      |      |      |      |      |
| 9.      | Kérozène         | 07:02 |      |      |      |      |      |      |      |
| 1:05:23 |                  |       |      |      |      |      |      |      |      |

## Musiciens ayant participé
- Ferré Gola - chants, chœurs, arrangements des chants
- Philippe Guez, Olivier Tshimanga, Sec Bidens

programmations
- Général Dabira - Producteur exécutif
- Nicodème Ngoy, Chikito Makinu, Guy Gola, Vibration Bampema, Clizo Schweppes, Celezino, Mathy de Gaulle, Debos Toudure, Likinga, Jus d'Orange, Patou Makela, Envie Mayonnaise, Jenny Repondeur, Dimitri, Laeticia Mélody, Biva Ray, Fila Basele - chants, chœurs
- Ferré Gola, Sabalo, Kunzardo, Touareg, Papa Soldat - animations
- Charly Solo, Freddy Marchouse, Belinda, Olivier Tshimanga, Laurent Kadogo - guitare
- Lofombo Bass, Giscard Bass, Michel Bass - basse
- Djoudjou Tshe, Ngwanzu Matraque - batterie
- Michel Synthé - synthétiseur, claviers
- Antoine Biser, Guillaume Lejoult, Alexis Fouin, JP Kyss Kyungu -  ingénieurs du son
- Ferré Gola, Jimmy Mbonda, Awuluwala na Mbonda - percussions
- Judith, Elise Elengi, Nadege Tomba, Loris, Giselle Nzinda, Jolie Mayala, Vicky Leta - danseuses